# نوامبر ۲۰۱۰
نوامبر ۲۰۱۰ یکی از ماه‌های ۲۰۱۰ (میلادی) است.

## ۱ نوامبر۲۰۱۰
- پیروزی دیلما روسف در انتخابات ریاست جمهوری برزیل

دیلما روسف کاندیدای هم حزبی لولا داسیلوا و مخالف سیاست‌های آمریکا، با کسب ۵۶ درصد آراء دور دوم انتخابات ریاست جمهوری برزیل، رئیس جمهوور برزیل شد و نخستین رئیس جمهور زن این کشور لقب گرفت. دوره ریاست جمهوری وی از ابتدای سال ۲۰۱۱ آغاز می‌شود.خبرگزاری مهر
- پیام تبریک محمود احمدی نژاد به دیلما روسف

## ۲ نوامبر۲۰۱۰
- احتمال انحلال دانشگاه علوم پزشکی شهید بهشتی جدی است.

عضو هیئت علمی دانشگاه علوم پزشکی ایران گفت: به دنبال انحلال دانشگاه علوم پزشکی ایران، دانشگاه علوم پزشکی شهید بهشتی نیز منحل خواهد شد.
علی باغبانیان امروز در اصفهان اظهار داشت: به دنبال انحلال دانشگاه علوم پزشکی ایران، دانشگاه علوم پزشکی شهید بهشتی نیز منحل خواهد شد و این در حالی است که دانشگاه علوم پزشکی تهران به عنوان تنها دانشگاه آموزشی بهداشت و درمان به فعالیت می‌پردازد.
پیش از این نیز شایعاتی درباره انحلال شهید بهشتی وجود داشت؛ اما به نظر می رسد این نخستین بار است که یک مقام رسمی این احتمال را مطرح می کند.

## ۳ نوامبر۲۰۱۰
- مخالفت جیمز کامرون با سه‌بعدی کردن فیلم‌های قدیمی

جیمز کامرون، کارگردان هالیوود، با تولید نسخه‌های سه‌بعدی از فیلم‌های موفق سینمایی مخالفت کرد و گفت که این تکنیک تنها برای برخی از فیلم‌های کلاسیک مانند «ای‌تی موجود فرازمینی» یا «آرواره‌های کوسه» مناسب است. کارگردان فیلم معروف و سه بعدی «آواتار» اضافه کردن تکنیک سه بعدی به فیلمی مانند «هری پاتر و قدیسان مرگ» را خطایی بزرگ دانست.د بی‌بی‌سی فارسی
- شایعه انحلال دانشگاه علوم پزشکی شهید بهشتی تکذیب شد.

دکتر حسن آقاجانی مشاور وزیر بهداشت، با تکذیب شایعه انحلال دانشگاه علوم پزشکی شهید بهشتی، گفت: به هیچ وجه بحث ادغام یا انحلال این دانشگاه مطرح نیست.جهان نیوزآفتاب
- اسرائیل درخواست پیوستن به اتحادیه اروپا را عنوان کرد